# 카를로 타베키오
카를로 타베키오(이탈리아어: Carlo Tavecchio, 1943년 7월 13일 ~ 2023년 1월 28일)는 이탈리아의 정치인이다. 2014년부터 2017년까지 이탈리아 축구 연맹의 회장으로도 활동했다.